# Live (Gipsy Kings)
Live è il primo album discografico live del gruppo musicale francese di origine gitana spagnola Gipsy Kings, pubblicato nel 1992.

## Tracce
1. Intro – 1:40
2. Allegria – 3:00
3. La Dona – 4:38
4. El Mauro – 5:05
5. Bem, Bem, Maria – 5:00
6. Trista Pena – 5:38
7. Odeon – 3:25
8. Sin Ella – 4:36
9. Quiero Saber – 4:40
10. La Quiero – 4:20
11. Habla Me – 5:42
12. Galaxia – 2:35
13. Fandango – 7:00
14. Tu Quieres Volver – 4:22
15. Oh Maï – 4:05
16. Djobi, Djoba – 3:36
17. Bamboleo – 5:10

## Formazione

### Gipsy Kings
- Nicolas Reyes - voce principale, chitarra
- Canut Reyes - voce, chitarra, cori
- Andre Reyes - chitarra, cori
- Diego Baliardo - chitarra
- Paco Baliardo - chitarra
- Tonino Baliardo - chitarra solista

#### Altri musicisti
- Gerard Prevost - basso
- Negrito Trasante-Crocco - batteria
- Dominique Droin - tastiere
- Charles Benarroch - percussioni

## Classifiche
| Paese       | Posizione più alta |
| ----------- | ------------------ |
| Germania    | 62                 |
| Paesi Bassi | 64                 |